# Botiz
Botiz è un comune della Romania di 3 504 abitanti, ubicato nel distretto di Satu Mare, nella regione storica della Transilvania. 
Nel corso del 2004 si sono staccati da Botiz i villaggi di Agriş e Ciuperceni, andati a formare il comune di Agriș.